# Nicolaïsme
 (avril 2010).
Si vous disposez d'ouvrages ou d'articles de référence ou si vous connaissez des sites web de qualité traitant du thème abordé ici, merci de compléter l'article en donnant les références utiles à sa vérifiabilité et en les liant à la section « Notes et références ».
Le nicolaïsme désigne, dans le christianisme primitif, une doctrine et une activité dénoncée dans l'Apocalypse. La nature exacte de cette hérésie reste débattue.
Dans l'Église latine du Moyen Âge, le nicolaïsme est assimilé au non-respect par des prêtres des mœurs spécifiques aux membres du clergé, que ce soit par le mariage, le concubinage, ou tout commerce sexuel ou encore le fait de prêcher la luxure.

## Origine du terme

### Dans la Bible
Le terme « nicolaïtes » est cité à deux reprises dans l'Apocalypse. La première mention apparaît aux versets 2,6 dans les paroles adressées à l'Église d'Éphèse. Cette église reçoit une approbation divine en rejettant l'activité des Nicolaïtes :

« Tu as pourtant ceci, c'est que tu hais les œuvres des Nicolaïtes, œuvres que je hais aussi. »

Une seconde apparaît dans la lettre à l'Église de Pergame (2,14–15). Dans cette église, les Nicolaïtes semblent non seulement actifs, mais ont également théorisé leur agissements en doctrine. L'Église se voit repprocher sa tolérance vis-à-vis des adeptes de cette doctrine :

« Mais j'ai quelque chose contre toi, c'est que tu as là des gens attachés à la doctrine de Balaam, qui enseignait à Balac à mettre une pierre d'achoppement devant les fils d'Israël, pour qu'ils mangeassent des viandes sacrifiées aux idoles et qu'ils se livrassent à l'impudicité. De même, toi aussi, tu as des gens attachés pareillement à la doctrine des Nicolaïtes. Repens-toi donc ; sinon, je viendrai à toi bientôt, et je les combattrai avec l’épée de ma bouche. »

La mise sur le même plan de la doctrine des Nicolaïtes avec celle de Balaam permet d'envisager plusieurs explications. La doctrine de Balaam est décrite comme enfreignant directement le Décret apostolique, qui enjoint de « s'abstenir des viandes sacrifiées aux idoles, du sang, des animaux étouffés, et de l'impudicité. »
Dans la lettre à l'Église de Thyatire, l'Apocalypse mentionne une « doctrine » relative aux « profondeurs de Satan ». Quelques commentateurs y ont vu une évocation implicite du nicolaïsme, tandis que d'autres pensent qu'il s'agit plus vraisemblalement d'une forme de dualisme radical, ou encore d'une secte vénérant Satan, ce qui expliquerait l'acrimonie de l'auteur de l'Apocalypse.

### Chez les Pères de l'Église
Les Pères de l'Église offrent des interprétations plus précises, dérivées de la tradition. Selon Irénée de Lyon (IIe siècle), il s'agit d'une référence à Nicolas, cité par les Actes des Apôtres : prosélyte d'Antioche, il est l'un des sept premiers diacres de l'Église de Jérusalem. Pour Irénée, les nicolaïtes sont des gnostiques qu'il considère comme les prédécesseurs de Cérinthe et qui, apparemment, existent toujours de son temps.
À peu près à la même époque, Tertullien accuse les nicolaïtes de prêcher la luxure mais ne semble pas avoir de connaissance directe de leur doctrine : il se contente de les rapprocher des caïnites, qui prêchent un Dieu rédempteur opposé au Dieu créateur et réhabilitent le personnage de Caïn, persécuté par ce dernier.
Le Syntagma perdu d'Hippolyte de Rome décrit le nicolaïsme comme un dualisme d'origine perse, fondé sur l'opposition entre la lumière et les ténèbres, qui rappelle le manichéisme ultérieur.
Clément d'Alexandrie décrit les nicolaïtes comme des « boucs lascifs » adeptes de la mise en commun des femmes, qui n'existent plus de son temps. Il raconte que Nicolas était marié à une très belle femme, dont il était extrêmement jaloux. Comme les apôtres le lui reprochaient, Nicolas amena sa femme devant la communauté et l'offrit à qui la voudrait. Clément précise que Nicolas mène par la suite une vie d'ascète, de même que ses enfants. Les nicolaïtes sont donc dans l'erreur quand ils interprètent sa maxime « il faut mésuser de la chair » comme une incitation à la débauche, et non à l'ascèse.
Cette distinction entre Nicolas lui-même et les nicolaïtes ne sera pas reprise par la suite. Au IVe siècle, Épiphane de Salamine reprend en effet l'histoire de la femme de Nicolas, mais l'interprète de manière radicalement différente : ayant échoué à rester chaste aux côtés de sa femme, Nicolas bâtit une doctrine où les relations sexuelles deviennent la clef du Royaume des cieux. Enfin, Victorin de Pettau attribue aux nicolaïtes la doctrine selon laquelle les viandes offertes aux idoles (idolothytes) pouvaient être exorcisées puis mangées, et selon laquelle les fornicateurs pouvaient obtenir le pardon le huitième jour. Il s'agit de toute évidence d'un anachronisme, les problèmes évoqués ne se posant pas avant le IIIe siècle.
Par la suite, les Pères de l'Église se contentent de réitérer les condamnations antérieures des nicolaïtes, en se focalisant sur le caractère obscène de leur mode de vie. Jérôme de Stridon fait ainsi de Nicolas « l'inventeur de toutes les obscénités », arguant qu'il « conduisait des troupes de femmes. » Irénée de Lyon résume dans son Contre les hérésies (ch. V) toutes les accusations qui sont portées contre eux.

### Interprétations modernes
Au XIXe siècle, le sens du terme est rediscuté, en mettant de côté les interprétations et les légendes rapportées par les Pères. Le débat s'appuie alors sur la mise en contexte du terme, ainsi que sur les indices décelables dans le reste du Nouveau Testament. Le théologien anglican John Henry Blunt (en) soutient que la comparaison entre les Nicolaïtes et Balaam « prouve que la fornication dont il est question n'est pas le crime dans des circonstances ordinaires, mais la fornication liée aux rites religieux », comme celle liée à la prostitution sacrée. Blunt retrouve des échos de ce comportement dans les avertissements de Paul aux Corinthiens, quoique ces pratiques ne soient alors pas explicitement dénommées. Il identifie des mentions similaires dans les avertissements de Jude 4-16 (qui évoque à la fois « l'erreur de Balaam » et la « débauche ») et de 2 Pierre 2:2-21 (qui reprend une grande partie des déclarations de Jude, y compris la mention de Balaam).
Cependant Blunt rappelle la tendance, apparue très tôt dans le christianisme, à utiliser le terme « nicolaïtes » pour désigner d'autres groupes sans lien avec les Nicolaïtes historiques. Il cite ainsi, Tertullien, dans De la prescription des hérétiques, qui produit un exemple de cet usage : « Cependant, Jean, dans l'Apocalypse, est chargé de châtier ceux qui mangent des viandes sacrifiées aux idoles et qui commettent l'immoralité sexuelle. Il existe encore aujourd'hui une autre sorte de Nicolaïtes : l'hérésie gaïenne ».
Quant à l'interprétation dispensationaliste de l'Apocalypse, qui associe aux 7 Églises différentes époques de l'histoire de la chrétienté, elle insiste sur la contamination des églises par le monde incroyant. En effet, l'incitation de Balaam à la fornication n'était qu'un moyen pour mener une assimilation culturelle du peuple d'Israël dans le peuple moabite (assimilation combattue par Phinées lorsque l'introduction de l'idolâtrie dans le peuple devient manifeste). Le nicolaïsme est ainsi « la troisième doctrine sur laquelle repose l'église apostate, qui consiste à pratiquer le monde au sein des congrégations. » Pour certains, cela consiste à adopter des coutumes mondaines (chant, danse, code vestimentaire, etc.). Pour d'autres, l’étymologie de Nicolas, « vainqueur du peuple », est citée pour démontrer qu'il s'agit d'une association au pouvoir temporel du monde, qui a commencé dès l'époque d'Éphèse (christianisme primitif), et que cette tendance s'est généralisée à l'époque de Pergame (quand Constantin associe l'Église à l'Empire).

## Lutte contre le nicolaïsme
Sous l'influence patristique, les acteurs de la réforme grégorienne popularisent le terme aux XIe et XIIe siècles pour désigner l'« incontinence » des clercs. En effet, à cette époque, le mariage des prêtres est encore licite, dans l'Église grecque comme l'Église latine, sous quelques conditions : un clerc peut se marier tant qu'il n'a que les ordres mineurs ; à partir du grade de sous-diacre, il doit garder sa femme s'il est marié, ou rester célibataire. Les hommes appelés à devenir prêtres doivent donc choisir leur mode de vie : à l'âge de l'adolescence selon le canon 6 du concile de Carthage[Lequel ?], plus tard dans la coutume byzantine.
Mais parallèlement, l'abstinence sexuelle a très tôt été encouragée chez les clercs, sans exclure la possibilité du mariage. La première prescription connue en la matière est un canon du concile d'Elvire, tenu en Espagne, vers 306 et est étendue lors du premier concile œcuménique, le concile de Nicée, en 325.
Le célibat ecclésiastique a ensuite connu une évolution différente dans les églises d'Orient et d'Occident : pour l'historienne Odette Pontal, « Le célibat ecclésiastique qui, du Ier au IVe siècle, avait été en honneur sans être obligatoire, tomba du IVe au XIIe siècle sous le coup de lois très précises et beaucoup plus rigoureuses en Occident qu’en Orient : tout l’Occident reste en effet très ferme à proclamer que les évêques, prêtres et diacres mariés doivent s’abstenir de tout rapport conjugal. Le mariage est interdit aux clercs déjà engagés dans les ordres ». En sens inverse, le Concile in Trullo, qui ne réunit que des évêques orientaux, excommunie les clercs qui quitteraient leur femme « sous prétexte de piété ». En Occident, Burchard de Worms condamne dans son pénitentiel (vers 1010) les laïcs qui refusent de suivre l'office d'un prêtre marié ou concubin.[réf. nécessaire]
Cependant, les mentalités évoluent : dès le XIe siècle, avec la réforme grégorienne, l'idéal du célibat se répand dans l'Église d'Occident, sous l'influence de l'idéal monastique. Le mot « nicolaïsme » apparaît rarement sous la plume des papes : il est alors étroitement associé à la simonie, c'est-à-dire le trafic de biens spirituels, voire englobé par ce dernier terme : les prêtres mariés ou concubins ayant des enfants, ces derniers héritent souvent des paroisses ou des bénéfices de leur père. Le terme n'est cité qu'une fois dans les actes de Grégoire VII. C'est le cardinal Humbert de Moyenmoutier qui fait la fortune du terme. Dans une lettre adressée à un moine oriental, Nicétas, il reproche à ce dernier de promouvoir le mariage des prêtres. Reprenant les propos anti-grecs d'Épiphane, il affirme que « le diacre maudit Nicolas, prince de cette hérésie, venait tout droit de l'enfer. » En 1059, Nicolas II inscrit à la liste des hérésies grecques « l'hérésie des nicolaïtes concevant le mariage des prêtres, diacres et de tout membre du clergé. » Il renouvelle le décret contre la simonie de Léon IX, lequel comprenait déjà une condamnation du mariage des prêtres, et interdit aux fidèles d'assister aux messes célébrées par des prêtres vivant en concubinage. L'origine exacte du terme tend à être oubliée, Pierre Damien écrivant ainsi que « les prêtres mariés sont appelés nicolaïtes à cause d'un Nicolas, qui est à l'origine de cette hérésie. » L'apogée de la dénonciation du nicolaïsme se produit au XIIe siècle. L'abbé Rupert de Deutz explique ainsi que le diacre Nicolas a institué la coutume de l'échange des femmes.
Parallèlement à l'usage du mot à proprement parler, le mariage des prêtres est fermement condamné depuis le Xe siècle, que ce soit par Odon de Cluny, Abbon de Fleury ou encore Fulbert de Chartres. Grégoire VII légifère abondamment à ce sujet et promeut au contraire l'image du prêtre chaste et modeste, dont les chanoines de Saint-Augustin constituent un exemple. D'une part, on accuse les prêtres mariés d'introduire la débauche dans l'Église, d'autre part, on commence à douter de la validité de sacrements conférés par des prêtres mariés. Les fidèles, inquiets, réagissent de manière diverse. Certains, comme le mouvement des patarins milanais, rejettent avec violence les prêtres mariés ou soupçonnés de mener une activité sexuelle. D'autres défendent leurs clercs. La Normandie et l'Angleterre refusent ainsi toute obligation du célibat pour les prêtres. En Allemagne on va jusqu'à s'écrier : « Si le pape a besoin d'anges pour son service, il n'a qu'à les faire descendre du Ciel ! » Enfin, les réactions varient suivant la hiérarchie : le célibat s'impose d'abord aux évêques et prêtres, puis aux diacres, puis enfin à tous les clercs.
Le célibat des clercs catholiques était supposé permettre une séparation plus radicale de la caste sacerdotale, vouée à la reproduction spirituelle de la société grâce aux sacrements, par rapport aux laïcs, voués au mariage et à la reproduction de la part corporelle de la société. (A. Vauchez). Sa signification principale était d'être une plus parfaite imitation de la chasteté du Christ, fondateur de l’Église, et de l'exemple de saint Paul.
Les conciles de Latran III (1179) et Latran IV (1215) réitèrent encore l'interdiction du mariage. Celle-ci joue un rôle non négligeable dans le creusement du fossé entre Églises catholiques d'Orient et d'Occident.